# Allium incomptum
Allium incomptum — вид квіткових рослин з підродини цибулевих (Allioideae). Ендемік Каліфорнії.

## Резюме
Новий вид описано з північної Каліфорнії. Він найбільше схожий на A. yosemitense, але відрізняється кількома особливостями, зокрема коротшими квітконіжками, вузькі, тупі листочки оцвітини та помітно виступаючі тичинки, на відміну від більш довгих квітконіжок, гострих листочок оцвітини та тичинок, які не виступають або ледь виступають у A. yosemitense. Ці два види мають дуже різні географічні ареали в Каліфорнії, A. incomptum ендемічний для східних Кламатських хребтів, а A. yosemitense ендемічний для центральної Сьєрра-Невади.